# Semampir (Banjarnegara)
Semampir is een bestuurslaag in het regentschap Banjarnegara van de provincie Midden-Java, Indonesië. Semampir telt 3257 inwoners (volkstelling 2010).